# United Soccer League 2017
Nel 2017 la USL è giunta alla sua settima edizione.
In questa stagione la lega ottiene un importante riconoscimento dalla federazione: la USL recupera infatti il proprio status di seconda divisione, alla pari con la NASL; il nuovo rapporto di forza fra le due leghe è testimoniato dal passaggio diretto di due franchigie, gli Ottawa Fury e i Tampa Bay Rowdies, da un campionato all'altro. Questi due nuovi ingressi, insieme a quello del Reno 1868 FC, compensano gli addii del Football Club Montréal (la cui squadra madre, gli Impact de Montréal, hanno preferito stipulare un'affiliazione con gli Ottawa Fury) e del Wilmington Hammerheads (passati al campionato dilettantistico della USL PDL), portando a un totale di 30 partecipanti. L'Arizona United ha cambiato nome in Phoenix Rising FC.

## Formula
Ogni squadra incontra almeno due volte, una in casa e una in trasferta, le altre della stessa conference, in più vengono giocati altri incontri con le proprie rivali geografiche, per un totale di trentadue partite di stagione regolare.
Vengono assegnati tre punti per ogni vittoria e un punto per ogni pareggio.
Otto squadre per ogni conference danno vita a dei play-off per stabilire la vincitrice del campionato. Tutti i turni si svolgono in gara unica sul campo della squadra meglio piazzata.
Alla squadra con più punti al termine della stagione regolare viene assegnata la Commissioner's Cup.

## Squadre partecipanti
| Club                         | Città            | Stato             | Stadio                             | Cap.   | Affiliazione MLS    |
| ---------------------------- | ---------------- | ----------------- | ---------------------------------- | ------ | ------------------- |
| Bethlehem Steel              | Bethlehem        | Pennsylvania      | Goodman Stadium                    | 16.000 | Philadelphia Union  |
| Charleston Battery           | Charleston       | Carolina del Sud  | Blackbaud Stadium                  | 5.100  | Atlanta United      |
| Charlotte Independence       | Charlotte        | Carolina del Nord | Ramblewood Soccer Complex          | 3.500  | Colorado Rapids     |
| FC Cincinnati                | Cincinnati       | Ohio              | Nippert Stadium                    | 40.000 |                     |
| Colorado Springs Switchbacks | Colorado Springs | Colorado          | Sand Creek Stadium                 | 3.500  |                     |
| Harrisburg City I.           | Harrisburg       | Pennsylvania      | Skyline Sports Complex             | 4.000  |                     |
| Ventura County               | Los Angeles      | California        | Campo presso lo StubHub Center     | 2.000  | LA Galaxy           |
| Louisville City              | Louisville       | Kentucky          | Louisville Slugger Field           | 8.000  |                     |
| N.Y. Red Bulls II            | New York         | New York          | Columbia Soccer Stadium            | 3.500  | N.Y. Red Bulls      |
| OKC Energy                   | Oklahoma City    | Oklahoma          | Taft Stadium                       | 7.500  | FC Dallas           |
| Orange County                | Irvine           | California        | Anteater Stadium                   | 2.500  | Los Angeles FC      |
| Orlando City B               | Orlando          | Florida           | Titan Soccer Complex               | 3.500  | Orlando City        |
| Ottawa Fury                  | Ottawa           | Ontario           | TD Place Stadium                   | 24.000 | Montréal Impact     |
| Phoenix Rising               | Phoenix          | Arizona           | Phoenix Rising Soccer Complex      | 6.200  |                     |
| Pittsburgh Riverhounds       | Pittsburgh       | Pennsylvania      | Highmark Stadium                   | 3.500  | Columbus Crew       |
| Portland Timbers 2           | Portland         | Oregon            | Merlo Field                        | 4.892  | Portland Timbers    |
| Real Monarchs                | Sandy            | Utah              | Rio Tinto Stadium                  | 20.213 | Real Salt Lake      |
| Reno 1868                    | Reno             | Nevada            | Greater Nevada Field               | 9.013  | S.J. Earthquakes    |
| Richmond Kickers             | Richmond         | Virginia          | City Stadium                       | 22.000 | D.C. United         |
| Rio Grande Valley            | Edinburg         | Texas             | H-E-B Park                         | 9.600  | Houston Dynamo      |
| Rochester Rhinos             | Rochester        | New York          | Capelli Sport Stadium              | 13.768 | N.E. Revolution     |
| Sacramento Republic          | Sacramento       | California        | Bonney Field                       | 8.000  |                     |
| Saint Louis FC               | St. Louis        | Missouri          | St. Louis Soccer Park (Fenton)     | 6.200  |                     |
| San Antonio FC               | San Antonio      | Texas             | Toyota Field                       | 8.296  | New York City       |
| Seattle Sounders 2           | Seattle          | Washington        | Starfire Sports Complex (Tukwila)  | 4.500  | Seattle Sounders    |
| Swope P.R.                   | Kansas City      | Missouri          | Swope Soccer Village               | 3.557  | Sporting K.C.       |
| Tampa Bay Rowdies            | Tampa            | Florida           | Al Lang Stadium (Saint Petersburg) | 7.227  |                     |
| Toronto FC II                | Toronto          | Ontario           | Ontario Soccer Centre (Vaughan)    | 3.500  | Toronto FC          |
| Tulsa Roughnecks             | Tulsa            | Oklahoma          | ONEOK Field                        | 7.833  | Chicago Fire        |
| Vancouver Whitecaps II       | Vancouver        | Columbia Brit.    | Thunderbird Stadium                | 3.500  | Vancouver Whitecaps |

## Classifiche regular season
Eastern Conference
|  | Pos. | Squadra                | Pt | G  | V  | N  | P  | GF | GS | DR  |
|  | ---- | ---------------------- | -- | -- | -- | -- | -- | -- | -- | --- |
|  | 1.   | Louisville City        | 62 | 32 | 18 | 8  | 6  | 58 | 31 | +27 |
|  | 2.   | Charleston Battery     | 54 | 32 | 15 | 9  | 8  | 53 | 33 | +20 |
|  | 3.   | Tampa Bay Rowdies      | 53 | 32 | 14 | 11 | 7  | 50 | 35 | +15 |
|  | 4.   | Rochester Rhinos       | 53 | 32 | 14 | 11 | 7  | 36 | 28 | +8  |
|  | 5.   | Charlotte Independence | 48 | 32 | 13 | 9  | 10 | 52 | 40 | +12 |
|  | 6.   | FC Cincinnati          | 46 | 32 | 12 | 10 | 10 | 46 | 48 | -2  |
|  | 7.   | N.Y. Red Bulls II      | 44 | 32 | 13 | 5  | 14 | 57 | 60 | -3  |
|  | 8.   | Bethlehem Steel        | 44 | 32 | 12 | 8  | 12 | 46 | 45 | +1  |
|  | 9.   | Orlando City B         | 42 | 32 | 10 | 12 | 10 | 37 | 36 | +1  |
|  | 10.  | Ottawa Fury            | 38 | 32 | 8  | 14 | 10 | 42 | 41 | +1  |
|  | 11.  | Harrisburg City I.     | 37 | 32 | 10 | 7  | 15 | 28 | 47 | -19 |
|  | 12.  | Saint Louis FC         | 36 | 32 | 9  | 9  | 14 | 35 | 48 | -13 |
|  | 13.  | Pittsburgh Riverhounds | 36 | 32 | 8  | 12 | 12 | 33 | 42 | -9  |
|  | 14.  | Richmond Kickers       | 32 | 32 | 8  | 8  | 16 | 24 | 36 | -12 |
|  | 15.  | Toronto FC II          | 25 | 32 | 6  | 7  | 19 | 27 | 54 | -27 |

Western Conference
|  | Pos. | Squadra                      | Pt | G  | V  | N  | P  | GF | GS | DR  |
|  | ---- | ---------------------------- | -- | -- | -- | -- | -- | -- | -- | --- |
|  | 1.   | Real Monarchs                | 67 | 32 | 20 | 7  | 5  | 59 | 31 | +28 |
|  | 2.   | San Antonio FC               | 62 | 32 | 17 | 11 | 4  | 45 | 24 | +21 |
|  | 3.   | Reno 1868                    | 59 | 32 | 17 | 8  | 7  | 75 | 39 | +36 |
|  | 4.   | Swope P.R.                   | 58 | 32 | 17 | 7  | 8  | 55 | 37 | +18 |
|  | 5.   | Phoenix Rising               | 58 | 32 | 17 | 7  | 8  | 50 | 37 | +13 |
|  | 6.   | OKC Energy                   | 49 | 32 | 14 | 7  | 11 | 46 | 41 | +5  |
|  | 7.   | Tulsa Roughnecks             | 46 | 32 | 14 | 4  | 14 | 46 | 49 | -3  |
|  | 8.   | Sacramento Republic          | 46 | 32 | 13 | 7  | 12 | 45 | 43 | +2  |
|  | 9.   | Colorado Springs Switchbacks | 44 | 32 | 12 | 8  | 12 | 55 | 51 | +4  |
|  | 10.  | Orange County                | 43 | 32 | 11 | 10 | 11 | 43 | 47 | -4  |
|  | 11.  | Rio Grande Valley            | 35 | 32 | 9  | 8  | 15 | 37 | 50 | -13 |
|  | 12.  | Seattle Sounders 2           | 31 | 32 | 9  | 4  | 19 | 42 | 61 | -19 |
|  | 13.  | Ventura County               | 29 | 32 | 8  | 5  | 19 | 32 | 64 | -32 |
|  | 14.  | Vancouver Whitecaps II       | 24 | 32 | 5  | 9  | 18 | 32 | 52 | -20 |
|  | 15.  | Portland Timbers 2           | 15 | 32 | 3  | 6  | 23 | 27 | 63 | -36 |

## Play-off
|  | Ottavi di finale          | Ottavi di finale          | Ottavi di finale        |                         |                       | Quarti di finale      | Quarti di finale | Quarti di finale |  |  | Semifinali | Semifinali | Semifinali |  |  | Finale | Finale | Finale |  |
|  |                           |                           |                         |                         |                       |                       |                  |                  |  |  |            |            |            |  |  |        |        |        |  |
|  | Louisville City           | Louisville City           | 4                       |                         |                       |                       |                  |                  |  |  |            |            |            |  |  |        |        |        |  |
|  | Louisville City           | Louisville City           | 4                       |                         |                       |                       |                  |                  |  |  |            |            |            |  |  |        |        |        |  |
|  | Bethlehem Steel           | Bethlehem Steel           | 0                       |                         |                       |                       |                  |                  |  |  |            |            |            |  |  |        |        |        |  |
|  | Bethlehem Steel           | Bethlehem Steel           | 0                       |                         | Louisville City       | Louisville City       | 1                |                  |  |  |            |            |            |  |  |        |        |        |  |
|  |                           |                           |                         |                         | Louisville City       | Louisville City       | 1                |                  |  |  |            |            |            |  |  |        |        |        |  |
|  |                           |                           | Rochester Rhinos        | Rochester Rhinos        | 0                     |                       |                  |                  |  |  |            |            |            |  |  |        |        |        |  |
|  | Rochester Rhinos (dts)    | Rochester Rhinos (dts)    | Rochester Rhinos        | Rochester Rhinos        | 0                     | 2                     |                  |                  |  |  |            |            |            |  |  |        |        |        |  |
|  | Rochester Rhinos (dts)    | Rochester Rhinos (dts)    |                         |                         |                       |                       |                  |                  |  |  |            |            |            |  |  |        |        |        |  |
|  | Charlotte Independence    | Charlotte Independence    | 1                       |                         |                       |                       |                  |                  |  |  |            |            |            |  |  |        |        |        |  |
|  | Charlotte Independence    | Charlotte Independence    | 1                       |                         | Louisville City (dtr) | Louisville City (dtr) | 1 (4)            |                  |  |  |            |            |            |  |  |        |        |        |  |
|  |                           |                           |                         |                         |                       |                       |                  |                  |  |  |            |            |            |  |  |        |        |        |  |
|  |                           |                           | N.Y. Red Bulls II       | N.Y. Red Bulls II       | 1 (3)                 |                       |                  |                  |  |  |            |            |            |  |  |        |        |        |  |
|  | Tampa Bay Rowdies         | Tampa Bay Rowdies         | N.Y. Red Bulls II       | N.Y. Red Bulls II       | 1 (3)                 | 3                     |                  |                  |  |  |            |            |            |  |  |        |        |        |  |
|  | Tampa Bay Rowdies         | Tampa Bay Rowdies         |                         |                         |                       |                       |                  |                  |  |  |            |            |            |  |  |        |        |        |  |
|  | FC Cincinnati             | FC Cincinnati             | 0                       |                         |                       |                       |                  |                  |  |  |            |            |            |  |  |        |        |        |  |
|  | FC Cincinnati             | FC Cincinnati             | 0                       |                         | Tampa Bay Rowdies     | Tampa Bay Rowdies     | 1                |                  |  |  |            |            |            |  |  |        |        |        |  |
|  |                           |                           |                         |                         | Tampa Bay Rowdies     | Tampa Bay Rowdies     | 1                |                  |  |  |            |            |            |  |  |        |        |        |  |
|  |                           |                           | N.Y. Red Bulls II (dts) | N.Y. Red Bulls II (dts) | 2                     |                       |                  |                  |  |  |            |            |            |  |  |        |        |        |  |
|  | Charleston Battery        | Charleston Battery        | N.Y. Red Bulls II (dts) | N.Y. Red Bulls II (dts) | 2                     | 0                     |                  |                  |  |  |            |            |            |  |  |        |        |        |  |
|  | Charleston Battery        | Charleston Battery        |                         |                         |                       |                       |                  |                  |  |  |            |            |            |  |  |        |        |        |  |
|  | N.Y. Red Bulls II         | N.Y. Red Bulls II         | 4                       |                         |                       |                       |                  |                  |  |  |            |            |            |  |  |        |        |        |  |
|  | N.Y. Red Bulls II         | N.Y. Red Bulls II         | 4                       |                         | Louisville City       | Louisville City       | 1                |                  |  |  |            |            |            |  |  |        |        |        |  |
|  |                           |                           |                         |                         |                       |                       |                  |                  |  |  |            |            |            |  |  |        |        |        |  |
|  |                           |                           | Swope P.R.              | Swope P.R.              | 0                     |                       |                  |                  |  |  |            |            |            |  |  |        |        |        |  |
|  | Swope P.R. (dtr)          | Swope P.R. (dtr)          | Swope P.R.              | Swope P.R.              | 0                     | 1 (4)                 |                  |                  |  |  |            |            |            |  |  |        |        |        |  |
|  | Swope P.R. (dtr)          | Swope P.R. (dtr)          |                         |                         |                       |                       |                  |                  |  |  |            |            |            |  |  |        |        |        |  |
|  | Phoenix Rising            | Phoenix Rising            | 1 (2)                   |                         |                       |                       |                  |                  |  |  |            |            |            |  |  |        |        |        |  |
|  | Phoenix Rising            | Phoenix Rising            | 1 (2)                   |                         | Swope P.R.            | Swope P.R.            | 1                |                  |  |  |            |            |            |  |  |        |        |        |  |
|  |                           |                           |                         |                         | Swope P.R.            | Swope P.R.            | 1                |                  |  |  |            |            |            |  |  |        |        |        |  |
|  |                           |                           | Sacramento Republic     | Sacramento Republic     | 0                     |                       |                  |                  |  |  |            |            |            |  |  |        |        |        |  |
|  | Real Monarchs             | Real Monarchs             | Sacramento Republic     | Sacramento Republic     | 0                     | 1 (1)                 |                  |                  |  |  |            |            |            |  |  |        |        |        |  |
|  | Real Monarchs             | Real Monarchs             |                         |                         |                       |                       |                  |                  |  |  |            |            |            |  |  |        |        |        |  |
|  | Sacramento Republic (dtr) | Sacramento Republic (dtr) | 1 (3)                   |                         |                       |                       |                  |                  |  |  |            |            |            |  |  |        |        |        |  |
|  | Sacramento Republic (dtr) | Sacramento Republic (dtr) | 1 (3)                   |                         | Swope P.R. (dtr)      | Swope P.R. (dtr)      | 0 (7)            |                  |  |  |            |            |            |  |  |        |        |        |  |
|  |                           |                           |                         |                         |                       |                       |                  |                  |  |  |            |            |            |  |  |        |        |        |  |
|  |                           |                           | OKC Energy              | OKC Energy              | 0 (6)                 |                       |                  |                  |  |  |            |            |            |  |  |        |        |        |  |
|  | San Antonio FC            | San Antonio FC            | OKC Energy              | OKC Energy              | 0 (6)                 | 2                     |                  |                  |  |  |            |            |            |  |  |        |        |        |  |
|  | San Antonio FC            | San Antonio FC            |                         |                         |                       |                       |                  |                  |  |  |            |            |            |  |  |        |        |        |  |
|  | Tulsa Roughnecks          | Tulsa Roughnecks          | 1                       |                         |                       |                       |                  |                  |  |  |            |            |            |  |  |        |        |        |  |
|  | Tulsa Roughnecks          | Tulsa Roughnecks          | 1                       |                         | San Antonio FC        | San Antonio FC        | 1 (1)            |                  |  |  |            |            |            |  |  |        |        |        |  |
|  |                           |                           |                         |                         | San Antonio FC        | San Antonio FC        | 1 (1)            |                  |  |  |            |            |            |  |  |        |        |        |  |
|  |                           |                           | OKC Energy (dtr)        | OKC Energy (dtr)        | 1 (4)                 |                       |                  |                  |  |  |            |            |            |  |  |        |        |        |  |
|  | Reno 1868                 | Reno 1868                 | OKC Energy (dtr)        | OKC Energy (dtr)        | 1 (4)                 | 0                     |                  |                  |  |  |            |            |            |  |  |        |        |        |  |
|  | Reno 1868                 | Reno 1868                 |                         |                         |                       |                       |                  |                  |  |  |            |            |            |  |  |        |        |        |  |
|  | OKC Energy                | OKC Energy                | 1                       |                         |                       |                       |                  |                  |  |  |            |            |            |  |  |        |        |        |  |

## Verdetti
- Louisville City Campione USL 2017 (primo titolo)
- Real Monarchs Vincitore Commissioner's Cup 2017